# عملية الكرنتينة
عملية الكرنتينة هي عملية نسف سقالة ومرسى منطقة الكرنتينة، الواقعة بين مدينة الشط وعيون موسى، في 30 أغسطس 1969 ونفذتها عناصر صاعقة وبحرية من المجموعة 39 قتال جاءت العملية لمنع الجيش الإسرائيلي من استخدامه للمرسى في شن المزيد من الهجمات وعمليات الإغارة على الضفة الغربية لخليج السويس.

## خلفية تاريخية
احتلت القوات الإسرائيلية منطقة الكرنتينة خلال حرب 67 وهي المنطقة التي تقع ما بين مدينة الشط شمالاً ومنطقة عيون موسى جنوباً في مواجهة مدينة السويس. وكانت تستخدم سابقاً كحجر صحي للحجاج العائدين من مكة حيث يتواجد بها مرسى صغير وعقب اندلاع حرب الاستنزاف استغلت إسرائيل هذا المرسى في شن هجمات على موانئ السويس والأدبية مثل عملية بولموس 5 التي أغارت فيها قوات الكوماندوز البحرية الإسرائيلية «شايطيت 13» على نقطة حراسة للجيش المصري. لذلك تقرر حرمان القوات الإسرائيلية من الاستفادة من هذا المرسى والسقالة المتصلة به عبر نسفهما وأوكلت هذه المهمة لعناصر المجموعة 39 قتال.

## العملية
بعد الاستطلاع والتخطيط، في مساء يوم 30 أغسطس 1969، توجهت قوة من عناصر المجموعة 39 قتال بقيادة المقدم إبراهيم الرفاعي في خمسة قوارب زودياك إلى المكان المستهدف. حيث وضعوا عبوات زمنية ناسفة أسفل السقالة والمرسى كما زرعوا ألغام حول المنطقة لصد أي هجوم مدرع. وعندما ابتعدت القوة عن المنطقة في انتظار انفجار المرسى، لم تنفجر القنابل ذاتياً في موعدها مما دفع المقدم إبراهيم الرفاعي للعودة لتفجيرها بنفسه وعندما تأخر في عودته لاحظ باقي أفراد اقتراب ثلاث دبابات إسرائيلية ناحية الشاطئ والتي بدأت في قصف الزوارق المصرية.
حاول الرائد عصام الدالي اللحاق بإبراهيم الرفاعي إلا أن قذيفة دبابة انفجرت بالقرب من قاربه في المياه وأصابته كما قتل الانفجار أحد الجنود على القارب على الفور وعاد القارب إلى الضفة الغربية من خليج السويس في محاولة لإنقاذ عصام الدالي لكنه توفي متأثراً بجراحه.
خلال ذلك استطاع إبراهيم الرفاعي إصلاح العيب والعودة مع باقي القوارب إلى قاعدة الأدبية البحرية بعدما انفجرت القنابل في المرسى والسقالة.

## خسائر القوات المصرية
خسرت المجموعة 39 قتال اثنين من رجالها، نتيجة قصف الدبابات الإسرائيلية لقاربيهما وهما:
- رائد مظلي/ عصام الدالي[2][3]
- الجندي/ عامر يحيى عامر

في حين أصيب الرائد بحرى وسام عباس حافظ بجروح في الوجه والرقبة.